# 아파치 캐멀
아파치 카멜(Apache Camel)은 라우팅, 중재 규칙 구성을 위한 API를 사용하여 Enterprise Integration Patterns의 자바 객체 기반 구현체를 제공하는, 규칙 기반 라우팅 및 중재 엔진을 갖춘 메시지 지향 미들웨어를 위한 오픈 소스 프레임워크이다.
카멜은 서비스 지향 아키텍처 프로젝트에서 아파치 서비스믹스, 아파치 액티브MQ, 아파치 CXF와 함께 사용된다.

## 같이 보기
- Akka